# Halicarcinus whitei
Halicarcinus whitei är en kräftdjursart som först beskrevs av Edward John Miers 1876.
Halicarcinus whitei ingår i släktet Halicarcinus och familjen Hymenosomatidae. Inga underarter finns listade i Catalogue of Life.